# Korsvägatjärnen
Korsvägatjärnen är en sjö i Älvsbyns kommun i Norrbotten och ingår i Piteälvens huvudavrinningsområde. Korsvägatjärnen ligger i Piteälven Natura 2000-område.